# Skarpabborrtjärnen (Los socken, Hälsingland, 685442-145299)
Skarpabborrtjärnen är en sjö i Ljusdals kommun i Hälsingland och ingår i Ljusnans huvudavrinningsområde.